# Ficus schultesii
Ficus schultesii là một loài thực vật thuộc họ Moraceae. Loài này có ở Brasil, Colombia, và Peru.